# (171287) 2006 GK3
(171287) 2006 GK3 — астероїд головного поясу, відкритий 7 квітня 2006 року.
Тіссеранів параметр щодо Юпітера — 3,505.